# فردیلینگ (کنتاکی)
فردیلینگ (به انگلیسی: Fairdealing) یک منطقهٔ مسکونی در ایالات متحده آمریکا است که در شهرستان مارشال، کنتاکی واقع شده‌است. فردیلینگ ۱۳۹٫۹ متر بالاتر از سطح دریا واقع شده‌است.